# 鲁滨逊·克鲁索的更远历险
《鲁滨逊·克鲁索的更远历险》（英語：The Farther Adventures of Robinson Crusoe）是英国小说家丹尼尔·笛福所著的一部小说，是《鲁滨逊漂流记》的续集。在这部小说中，鲁滨逊·克鲁索再次出海冒险，回到自己居住过的孤岛，经过巴西、马达加斯加、波斯湾、马六甲、中国和俄罗斯等地，最终回到英国。小说叙述了鲁滨逊·克鲁索在途中的种种危险经历，他的思想的逐步变化，穿插了世界各地的风土人情，反映了笛福时代对世界各地的认识。

## 成书过程
1719年4月25日《鲁滨逊漂流记》出版，非常受读者的欢迎，受到鼓舞的笛福很快就创作了续集《鲁滨逊·克鲁索的更远历险》，并于同年的8月20日出版。小说共十六章，篇幅和前作相当，同样采用了鲁滨逊·克鲁索自述的方式。在《鲁滨逊漂流记》的末尾，曾提到过鲁滨逊培养自己的侄子当上了船长，他在侄子的怂恿下于1694年再次出海，并说：“我自己在那十年间的冒险经历和惊人遭遇，我以后也许会另行记叙的。”《鲁滨逊·克鲁索的更远历险》主要内容就是记述1694-1705年这十年间鲁滨逊四处历险的情况。

## 主要内容
小说从讲述鲁滨逊·克鲁索結束先前漂流旅程的婚后生活开始。已经六十一岁的鲁滨逊家产颇丰、生活安定，却常常希望着能再次出海。妻子看出了这一点，哭着对他说：“如果老天让你非去不可，那么老天也就让我非随你一趟去不可，要不就另外处置我，免得我阻碍你的行动。”妻子的真情让鲁滨逊安下心来，放弃继续冒险的念头。他在貝德福德买了个小农庄，努力改进农庄生产，开始享受天伦之乐和中产阶级的富足生活。但不久，他妻子去世了，这彻底打乱了鲁滨逊的生活，他开始觉得农庄的生活完全引不起自己的兴趣，就把农庄租给了别人，回到了伦敦。

### 重回孤岛
鲁滨逊在伦敦遇上了自己已经当上船长的侄子，他正要去东印度和中国跑一趟，就和鲁滨逊商量说可以把他带到曾居住过的岛上去。鲁滨逊出海的愿望终于得到了满足，船队经过一番准备后于1693年1月出发了。由于风向不对，他们在爱尔兰的戈尔韦港停泊了三周。重新出发后，他们救了一艘着火的法国商船上的船员，应他们的要求，航行到了纽芬兰的班克斯，把他们交给回法国的船后向西印度群岛驶去。途中又帮助了一艘已经断粮几日的英国商船，最终在1694年4月10日到达了鲁滨逊曾居住的岛。
鲁滨逊很快就发现自己留在岛上的后继者西班牙人和留下的几个英国人互相不合，经常争斗，但他们同时又受到土著人的威胁和攻击，有时不得不联合，他进行了一系列的努力比如提供食物、分配土地、建立法律和婚姻制度等等来让他们和睦相处，共同对外。处理完这一事务后，鲁滨逊随船就朝巴西出发，但遭到土著人用小船尾随攻击。鲁滨逊派星期五去和他们交涉，结果土著人开始放箭，星期五被射死了，船员们最终依靠炮火打退了土著人。埋葬了星期五之后，他们继续驶向巴西，在万圣湾停泊了一段时间之后，直接驶向非洲南端的好望角。

### 发生哗变而离船
在马达加斯加上岸时，鲁滨逊和当地土著相处的不错。但一天夜里，睡着的鲁滨逊被吵醒，发现七名水手被三四百土著人追赶，他们去支援，救出了那七个人，最后才知道是一个水手调戏了当地的一个土著女子导致了这一冲突。为了搞清楚那个惹事水手的下落，鲁滨逊带了二十人冒险到岸上去了一次，没有发现什么后他打算回船，但水手长继续带人搜索，发现那个水手已经被残忍地杀害了了。愤怒的水手们烧了土著们的房屋，又杀死了不少土著人。鲁滨逊对水手们的这一行为十分不满，称之为“屠杀”，他的这一态度引起了水手们的愤怒。
船队行进到波斯湾时，水手又和当地土著发生冲突，损失五人，鲁滨逊认为这是屠杀的报应，进一步加深了水手们对他的不满，趁他在孟加拉下船时发生了哗变，坚决不和他共事。为了平息哗变，鲁滨逊告诉侄子自己可以留在岸上，另寻机会回到英国。他在当地居住下来，随一些商船队在马六甲地区做生意赚钱，后来自己买了一艘荷兰商船，却遭到其他荷兰船队攻击，在反击中打死了对方几个人。鲁滨逊后来得知卖给自己船的人实际上是个驾船逃走的盗贼，这样一来，自己这艘船已经被认为是盗贼集团的成员了。

### 在中国和俄罗斯的历险
为了避免被追踪和攻击，鲁滨逊只得率领船北上，来到臺灣島停泊，之后继续北上。途中，鲁滨逊遇到了一位年老的葡萄牙领港员，在他的带领下，到了南京。鲁滨逊在南京遇到了几位天主教传教士，虽然他对让中国人接受西方宗教信仰报以怀疑，但还是决定听从传教士的建议，到北京去看看。鲁滨逊在南京离开了自己的船，和自己的合伙人与领港员前往北京，一路记下自己的观感。他认为中国的军事制度和耕作制度都很落后，工艺品制作技术很高，但人民愚昧自大。到了北京之后他听说了一个商队要前往俄罗斯，就加入了这个商队。
鲁滨逊等人穿过长城和荒漠，最后在1703年4月13日到达额尔古纳河西岸的俄罗斯城市。9月到达西伯利亚首府托博尔斯克时，鲁滨逊发现寒冬将至，决定留在这里过冬。鲁滨逊在托博尔斯克一直待到1704年6月，还和几位流放到西伯利亚的政治犯讨论了俄国的制度问题和对宗教的看法。1704年8月20日鲁滨逊驶离白海港口阿尔汉格尔斯克，9月18日到达易北河。在汉堡待了四个月之后，鲁滨逊走陆路到了海牙，之后坐定期班轮于1705年1月10日回到伦敦，此时他已经离家十年又九个月了。书中最后写道：“我过了七十二年变化无穷的生活，已充分得知隐退生活的价值，也完全明白在安宁中度过余生是一种福分，所以我在这里决定，要为一个比所有这些旅程更长的旅行作准备了”。

## 反响
相对于《鲁滨逊漂流记》，《鲁滨逊·克鲁索的更远历险》裡的鲁滨逊形象更为沉稳和宽容，小说出版后仍然受到民众欢迎，以后的很多版本都将两部书一起出版。文学评论家查尔斯·吉尔顿则批评笛福随心所欲地操纵人物，所塑造的人物缺乏自己的个性。笛福又于1720年出版了《鲁滨逊·克鲁索的沉思》，仍以鲁滨逊自述的方式，叙述安心隐居、笃信宗教的他的各种沉思，也反驳吉尔顿的批评，从而完成了鲁滨逊·克鲁索三部曲。但最后这部作品读者甚少。